# Sudden Impact
Impacto súbito (Sudden Impact según su título original en inglés) es una película estadounidense de 1983, del género policíaco, dirigida por Clint Eastwood. Protagonizada por Clint Eastwood, Sondra Locke, Pat Hingle, Bradford Dillman, Paul Drake, Audrie J. Neenan, Jack Thibeau, Michael Currie y Albert Popwell en los papeles principales. Es el cuarto filme de la serie con el inspector Harry Callahan (Harry el sucio) en el papel principal. El latiguillo Go ahead, make my day (Anda... alégrame el día...) quedó como una de las frases más memorables de la historia del cine estadounidense, según el American Film Institute.

## Argumento
En un automóvil estacionado en un solitario promontorio con vista a la bahía de San Francisco, una pareja conversa. Es ya de madrugada. El hombre, llamado George Wilburn (Michael Maurer), comienza a hacer avances amorosos. La mujer, llamada Jennifer Spencer (Sondra Locke), espera un momento y disimuladamente saca un revólver de su bolso y dispara dos veces, un tiro en el bajo vientre y otro en la frente, para luego dirigirse rápidamente hasta su automóvil estacionado en las cercanías y desaparecer.
Al mismo tiempo en la ciudad, el inspector Harry Callahan está en un tribunal, esperando que el acusado llamado Hawkins (Kevyn Major Howard), un delincuente arrestado por él, sea juzgado. Pero durante el juicio la jueza determina que las pruebas de su culpabilidad presentadas por el inspector no son aceptables y el acusado es dejado en libertad. Indignado, tras ser provocado por Hawkins en el ascensor, lo toma violentamente de la corbata y lo amenaza. 
Luego se dirige a su cafetería habitual. En el camino compra un periódico y se concentra en su lectura. Ya en la cafetería pide su habitual café negro para llevar, y continúa la lectura sin darse cuenta de que la camarera, Loretta (Mara Corday) trataba disimuladamente de llamarle la atención. Ella decide entonces poner una cantidad exagerada de azúcar en el café del inspector. Callahan toma su café y sin interrumpir su lectura sale a la calle. 
Al beber el primer sorbo, siente el exagerado dulzor y se vuelve para reclamar, pero se encuentra con que la cafetería ha cerrado sus puertas. Rápidamente se dirige a la entrada trasera y entra silenciosamente. Cuatro asaltantes habían copado el local y se aprestaban a robar a los clientes. Harry aparece y se encuentra cara a cara con uno de los asaltantes. Después de relatar su problema con el dulzor de su café, les ordena entregar sus armas y les dice “Nosotros no vamos a permitirlo”. El asaltante le pregunta “¿Cuáles nosotros?”. "Smith, Wesson, y yo" le contesta el inspector, sacando su potente revólver. 
Se produce un tiroteo y tres de los cuatro asaltantes caen muertos. El cuarto, herido, toma como rehén a la camarera y le pone el cañón de su pistola en la cabeza. El inspector se acerca a él y lo apunta. Varios patrulleros aparecen. Al demorarse el delincuente en reaccionar, Callahan amartilla su arma y lo desafía diciéndole “Anda... alégrame el día. El delincuente se rinde y es arrestado.
Esa noche, Callahan irrumpe en la fiesta de matrimonio de la nieta de un traficante de drogas, Threlkis (Michael V. Gazzo). En presencia de ella, acusa a su abuelo del asesinato de una prostituta mostrando unos papeles, diciendo que son la confesión escrita de un testigo. La sorpresa y el disgusto le provocan un infarto cardíaco al traficante y muere frente a todos los invitados. Los papeles con la confesión eran falsos y Callahan los arroja en su retirada de la fiesta.
Jennifer, por su lado, visita una galería de arte donde se expondrán cuadros pintados por ella. La dueña de la galería le pide que se quede para la inauguración, pero Jennifer se disculpa diciendo que tiene que viajar fuera de la ciudad para visitar a alguien importante para ella. Viaja y llega a una clínica donde estaba internada su hermana Elizabeth (Lisa Britt), en estado catatónico, convaleciente de una brutal violación de la cual había sido víctima junto a Jennifer. Jennifer sabe que su hermana no reaccionará, pero igual le dice lo que ha hecho con George Wilbur, el hombre del automóvil. Luego se despide y no alcanza a ver la única lágrima que corre por el rostro de Elizabeth. Ambas muchachas habían sido engañadas por una falsa amiga para visitar una feria de atracciones, y allí habían sido violadas por un grupo en el cual se encontraba George Wilbur. Jennifer se había propuesto vengarse de cada uno de ellos.
Al día siguiente del asesinato, Callahan es llamado al sitio del crimen del hombre en el automóvil y observa por un momento el cadáver, para luego, hostilizado por un locuaz colega, apartarse del lugar y comenzar a descargar su hastío y frustración por la vida que lleva, hasta que es interrumpido por otro policía que le dice que el capitán Briggs (Bradford Dillman), el teniente Donnelly (Michael Currie) y el jefe de Policía (Bill Reddick), los superiores de Callahan, requieren su presencia. Ya ante ellos, Callahan es reprendido por su actuación en la boda de la hija del traficante de drogas, Threlkis. Después de una áspera discusión, los superiores le ordenan a Callahan descansar y tomarse unas vacaciones.
Esa noche al salir de un restaurante, Callahan es atacado por cuatro matones de Threlkis desde un automóvil blindado. El inspector se defiende con su poderosa arma y consigue engañar a los delincuentes, matando a tres de ellos. El cuarto logra escapar. Enterado del ataque, el teniente Donnelly le dice a Callahan que no sea tan terco y que tome su permiso "en paz". Sin embargo, el inspector decide tomar precauciones y adquiere un arma de calibre más alto y se va a un lugar apartado para entrenar con ella. Allí llega su amigo Horace King (Albert Popwell) para ofrecerle el mejor lugar para tomar unas vacaciones. 
Esa tarde, ya de regreso a San Francisco, Callahan es atacado por Hawkins y sus compinches, esta vez con bombas molotov. La persecución termina con el vehículo de los atacantes cayendo al mar desde un muelle. El teniente Donnelly, al enterarse del ataque, decide enviar al inspector a investigar el caso de George Wilburn a San Paulo (pequeño pueblo situado al norte de California), de donde provenía el asesinado Wilburn. Con renuencia, Callahan acepta.
Tan solo llegando allí, se ve involucrado en el asalto a un banco, el cual desbarata, salvándole la vida al oficial de policía Bennett (Mark Keyloun). Por su lado, Jennifer también ha llegado a San Paulo en busca de sus violadores, pero justificando su presencia allí con un proyecto de reparación de un carrusel en el parque de atracciones de la ciudad. Callahan recibe la visita de su amigo Horace King, que le trae como regalo un perro bulldog para que le haga compañía. El perro se llama Meathead y necesita ejercicio, por lo que Callahan sale de paseo con él. En el camino se cruzan con Jennifer, que venía en dirección contraria, cayéndose ella de su bicicleta cuando Meathead comienza a ladrarle de repente. Después de intercambiar algunas palabras, Callahan y Jennifer continúan su camino.
Esa noche Callahan decide ir a un bar a tomar una cerveza y se encuentra con una mujer hombruna llamada Ray Parkins (Audrie J. Neenan), con la cual tiene un áspero diálogo que termina con un insulto de Callahan. Luego, el inspector pregunta si alguien conoce a George Wilburn y relata cómo murió, lo que provoca una risotada general.
A la mañana siguiente un pescador llamado Kruger (Jack Thibeau), se prepara a salir y es seguido por Jennifer, que procede a asesinarlo con un tiro en el bajo vientre y otro en la cabeza. Más tarde cuando su cuerpo es hallado, Callahan aparece en el lugar y es interpelado por el jefe de policía Jannings (Pat Hingle), que le dice que no interfiera en los asuntos policiales de la ciudad. De regreso en el cuartel de policía, Callahan le pide a Bennet que lo ayude con todo lo que él pueda saber sobre el caso. Mirando las fotografías que cuelgan de las paredes, al inspector le llama la atención una donde aparece el hijo del jefe de Policía con sus amigos y le pide a Bennet que investigue eso también.
Ya al anochecer, Callahan visita el local de venta de pescado de la madre de Kruger (Nancy Parsons) en el mercado, desde donde después de una reyerta con los hermanos de Kruger, Eddie (Russ McCubbin) y Carl (Robert Sutton), es obligado a retirarse del lugar amenazado con un arma. De regreso a su motel, Callahan es agredido por el sobreviviente del ataque desde el auto blindado, uno de los matones de Threlkis, que no cejaba en su intento de asesinarlo. Afortunadamente los ladridos de advertencia de Meathead lo alertan a tiempo. Callahan mata a su agresor.
Al día siguiente, Ray Parkins, la mujer hombruna, aparece en la tienda de Tyrone (Wendall Wellman), otro de los violadores, y le comenta lo que está sucediendo con el resto de la pandilla. Sin embargo Tyrone solo quiere deshacerse de la incómoda presencia de Ray Parkins y le dice que lo deje en paz y que abandone la tienda. Más tarde, cuando Tyrone regresa a su casa, es seguido por Jennifer, y es asesinado por ella de la misma forma que sus compinches violadores.
Al siguiente día, Callahan se encuentra con Jennifer en un restaurante, y en la conversación Jennifer se entera de que él es policía, lo que la pone en guardia, ya que podría tratarse que él estuviera tras ella, sin saberlo.
Con Wilburn, Kruger y ahora Tyrone muertos, Ray Parkins telefonea a Mick (Paul Drake), el jefe de la banda de violadores, le cuenta lo que está sucediendo y le pide que regrese de Las Vegas. Siguiendo con sus pesquisas, Callahan encuentra el cadáver de Tyrone y decide visitar a Ray Parkins esa noche. Al llegar, nota que el automóvil de Jennifer está estacionado frente a la casa. Jennifer lo alcanza a ver y se esconde. Callahan entra en la casa y es atacado por Mick. Tras una pelea, el inspector neutraliza a Mick y se lo lleva arrestado al cuartel de policía. Jennifer espera a que desaparezcan, y entra a la casa donde se enfrenta con Ray Parkins. 
Ambas se habían conocido en la adolescencia, y Ray Parkins, que siempre había sentido odio hacia las bien educadas hermanas Spencer, había sido la que las había engañado, llevándolas al muelle donde ambas habían sido atacadas y violadas por un grupo de muchachos. Jennifer le dispara un tiro en el pecho y otro en la cabeza. Al retirarse, Jennifer ve su imagen reflejada en un espejo, y en un acto de rechazo a sí misma, vacía el resto de la pistola en él.
Los hermanos de Kruger, Eddie y Carl, pagan la fianza de Mick y lo sacan de la cárcel. Se dirigen a la casa de Ray Parkins y la encuentran muerta. Al mismo tiempo el amigo de Callahan, Horace King, llega a San Paolo para visitar a Callahan. Pero es sorprendido por Mick, Eddie y Carl que estaban esperando a Callahan para asesinarlo. Esta vez Meathead no ladró advirtiendo, ya que los delincuentes lo habían malherido. Horace, que traía una botella de licor y su escopeta, sufre un horrible destino. Carl le corta el cuello con un cuchillo y le roba la escopeta. Mientras tanto, Callahan tiene una cita con Jennifer en el muelle, lo que los lleva a terminar en la casa de ella donde pasan la noche juntos. En la madrugada, Callahan se levanta silenciosamente y se dirige nuevamente al local de la madre de Kruger, ya que se había enterado por el oficial Benett que sus hijos habían pagado la fianza de Mick. Tras una conversación sin resultados Callahan se retira, pero es emboscado por los hermanos y Mick, quienes logran arrojarlo al mar, perdiendo su pistola.
Jennifer continúa con su plan de venganza, y esta vez se dirige a la casa de Alby (Matthew Child), que es el hijo del jefe de Policía, Jannings. Lo sorprende sentado en una silla y se prepara a dispararle, cuando se da cuenta de que el muchacho se encuentra paralizado, en estado catatónico, al igual que su hermana Elizabeth. El padre del muchacho, el jefe de Policía, la sorprende apuntando a su hijo y haciendo lo mismo, le ordena arrojar el arma que tenía en su mano. Ella obedece y el atribulado padre comienza a relatar que había ocultado la responsabilidad de su hijo en la violación, para proteger su propio prestigio. Pero al tiempo su hijo Alby había comenzado a caer en un estado de depresión por la culpabilidad que sentía por lo que había hecho con las muchachas, y había intentado suicidarse estrellándose con su automóvil, quedando en estado catatónico; y le promete a Jennifer que él se haría cargo del último de los violadores, Mick. De repente, éste aparece acompañado de Eddie y Carl que los apuntan con la escopeta. Jannings deja su revólver a un lado y Mick toma a Jennifer como rehén. El jefe Jannings trata de alcanzar su revólver, pero Mick lo mata con el revólver de Jennifer.
Callahan de regreso al motel se encuentra con el cuerpo degollado de su amigo Horace y a Meathead malherido. Decide entonces sacar de su armario la nueva pistola que se había comprado y sale en busca de los asesinos. Jennifer, en tanto, es llevada a la fuerza por Mick y los hermanos, al mismo lugar donde fuera violada, cerca del parque de atracciones, para sufrir nuevamente una violación. Sin embargo logra escapar y se refugia en el parque de atracciones, donde consigue echar a andar el carrusel para despistar a sus perseguidores, sin éxito, y sigue huyendo desesperadamente. De pronto aparece la figura del inspector Callahan llevando en su mano su poderosa pistola.
Primero mueren Eddie y Carl, Mick toma como rehén a Jennifer y la arrastra hasta la montaña rusa, llegando hasta un punto alto. Desde allí Mick comienza a insultar a Callahan, que lo observa desde el suelo. Jennifer logra empujar a Mick a un lado y Callahan le dispara 4 tiros en el pecho, cayendo el último de los violadores sobre el carrusel todavía en marcha, quedando empalado en el cuerno de un unicornio. Más tarde, cuando la policía se presenta en el lugar, encuentra el revólver de Jennifer en el cuerpo de Mick. Callahan decide proteger a Jennifer y pide una prueba de balística para comprobar si las balas que asesinaron al jefe Jannings, a Kruger, a Tyrone, y a Ray Parkins provienen del mismo revólver, sabiendo que de esta manera Mick será acusado de todos los asesinatos, cerrándose así el caso. Junto con Jennifer abandonan el lugar caminando lentamente hacia la salida. Jennifer finalmente había obtenido la justicia que buscaba.

## Recepción
Vincent Canby de New York Times fue muy crítico con la cinta, afirmando que "el guion es ridículo, y la dirección del señor Eastwood es primitiva, algo que sorprende dado el buen trabajo que hizo en películas como The Outlaw Josey Wales y The Gauntlet. Entre otras cosas, la película nunca se pone de acuerdo con su propia continuidad. Algunas escenas simultáneas de acción parecen ser llevadas a cabo con meses de diferencia".